# Francisca Muñoz de Suarez
Francisca Muñoz (La Esperanza, 17 de junio de 1894 - San Pedro de Jujuy, 5 de enero de 1971) también conocida como Francisca Muñoz de Suarez llamada coloquialmente como doña Francisca o doña Panchita, fue una virtuosa y destacada maestra argentina que dedicó gran parte de su vida a la educación de los aborígenes y adultos analfabetos de la región de las yungas en la provincia de Jujuy, destacándose como una importante y reconocida activista jujeña por los derechos educativos de los indígenas y personas adultas, desarrollando gran parte de su activismo en las instalaciones de la Escuela Vespertina N° 88 que hoy lleva su nombre.
Maestra de vocación empezó a desempeñar su labor educativa después de enviudar en la década de 1930 ,donde, enseño de forma particular primeramente hasta que por disposición del H. Consejo de Educación de la Provincia de Jujuy fue contratada para enseñar en la Escuela N.º 8 Esteban H. Leach de la Esperanza y posteriormente ,en el año 1939, trasladada a la escuela homónima para llevar a cabo el plan de alfabetización destinado a los obreros y zafreros adultos del Ingenio La Esperanza que no sabían leer ni escribir. 
Dedicando así más de 30 años a la educación primaria de los adultos y jóvenes ,como además, fue precursora en la provincia de un nuevo método de enseñanza destinado a los pueblos originarios de la zona que habitan en los lotes zafreros, en especial del pueblo Ava, aprendiendo sus lenguas, costumbres y cultura por la cual se la reconoció como pionera de la educación indígena de Jujuy. 

## Reseña Familiar
Francisca Muñoz nació en La Esperanza el 17 de junio de 1894 y se casó en 1915 con Don Linardo Suarez (1890 - 1930) administrativo del Ingenio la Esperanza (propiedad de ese entonces de la Company Leach Argentine Estates Lta), juntos tuvieron diez hijos, los cuales destacaron en la historia jujeña:
- Elva Suarez de Lembo (1921 - 2014), maestra urbana y rural, profesora de lengua, poeta, filántropa,y directora de escuela. Ejerció la docencia en San Pedro de Jujuy, se casó con Don Miguel Lembo (- 2008) y tuvieron un hijo.
- María Isabel Suarez de Andres (1922 - 2014), maestra urbana y rural, profesora de geografía, historia y francés, artista, filántropa y directora de escuela. Ejercicio la docencia en San Pedro y San Salvador de Jujuy, se casó con Don Juan Manuel Andres (1922-2002) y tuvieron una hija.
- Pedro Humberto Suarez (1923 - 2012), agricultor cañero, empresario, filántropo, expresidente de la Unión de Cañeros Independientes de Jujuy y Salta (1975 - 1982),[2]y padrino institucional de la Escuela Verpertina Nº88, se casó con Doña Herminia Mengual ( - 2018) y tuvieron dos hijos.

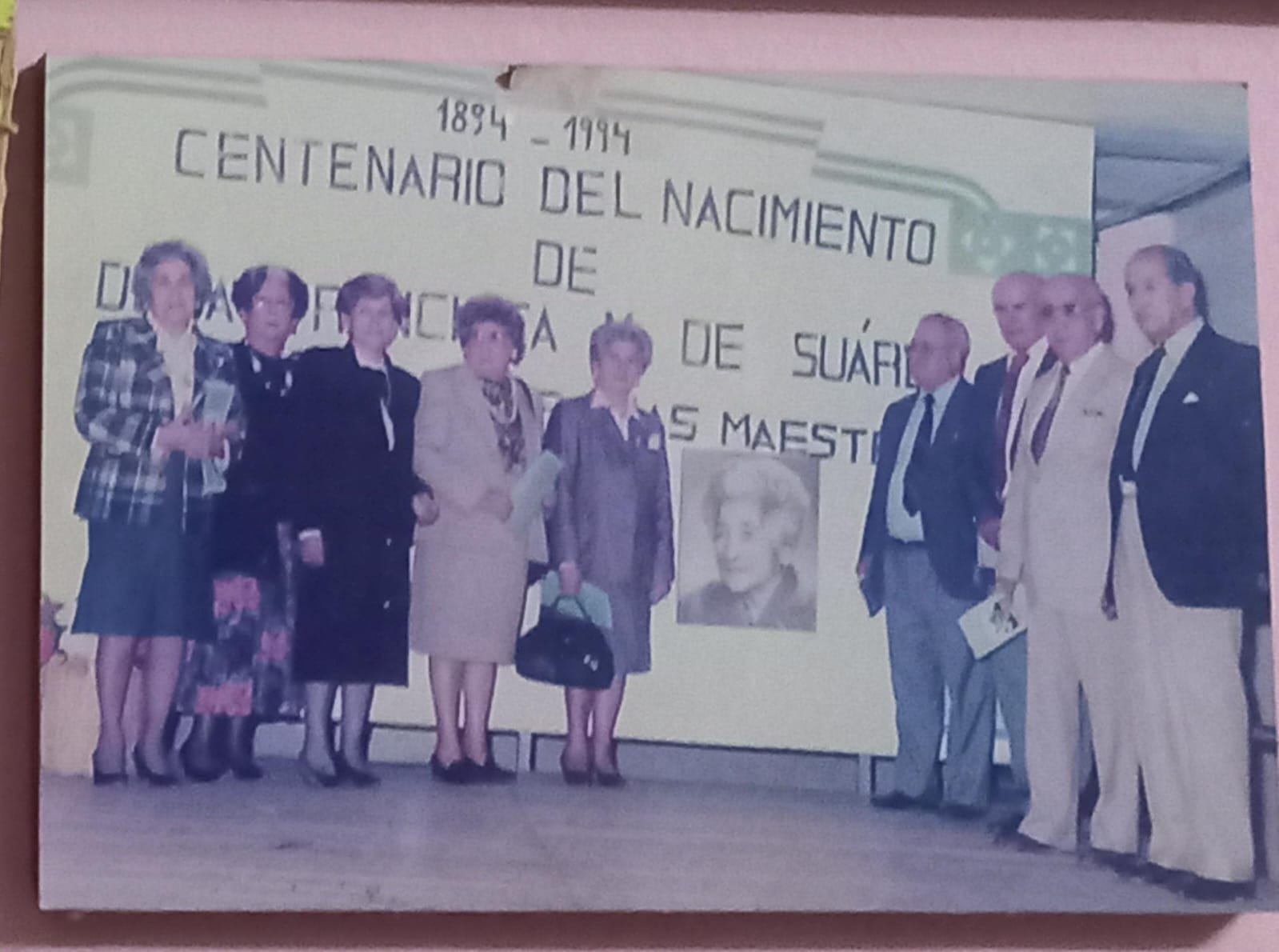
Hijos e Hijas de Francisca Muñoz de Suarez.De Izq a dcha - María Isabel, Elva, Natividad, Yolanda, Hilda, Aldo, Lisardo, Pedro Humberto y Jorge Suarez.

### Descendencia
Entre su descendencia podemos encontrar 15 nietos y 25 bisnietos que son destacados agricultores, artistas, filántropos, profesionales, deportistas, políticos y científicos jujeños. Como ser: 
- La Lic. María Carolina Moisés Suarez (nieta de Pedro H. Suarez).Concejal de San Pedro de Jujuy (MC), Diputada Nacional (MC), Legisladora Provincial (MC), Senadora Nacional de Jujuy y ex - secretaria provincial de relaciones internacionales e integración regional de la provincia de Jujuy.
- La Lic. Graciela del Carmen Suarez Mengual de Moisés (hija de Pedro H. Suarez), profesora, agricultora, ex- ministra de educación y cultura de Jujuy (1999) y presidenta de la Fundación JAMA.[3]
- El C.P.N Miguel Ángel Lembo Suarez (hijo de Elva Suarez). Legislador Provincial (MC), ex ministro de hacienda y ex secretario de la gobernación de Jujuy.
- La Lic. Belén Suarez Parussini (nieta de Pedro H. Suarez) directora de cine, presentadora, productora y actual Directora de Promoción del Instituto de Artes Audiovisuales de Jujuy (IAAJ).
- Don Julio Cesar Moisés Suarez (nieto de Pedro H. Suarez) piloto de carreras automovilísticas y agricultor.
- La Fga. María Gabriela Andrés Suarez de Castro (hija de María Isabel Suarez de Andrés) congresista científica.

## Escuela Primaria Vespertina Nº88

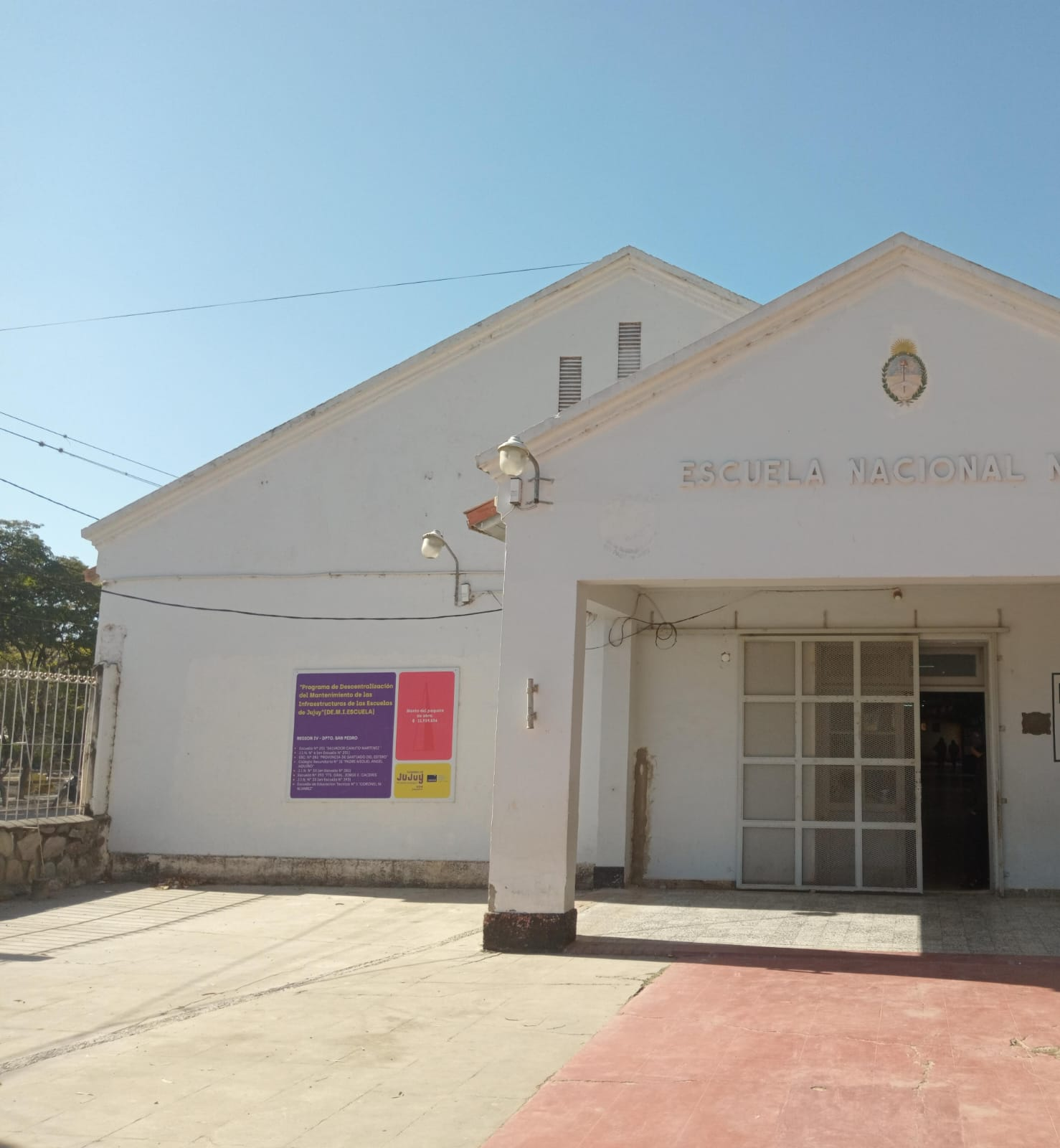
Escuela Primaria Vespertina Nº88 "Francisca Muñoz de Suarez"

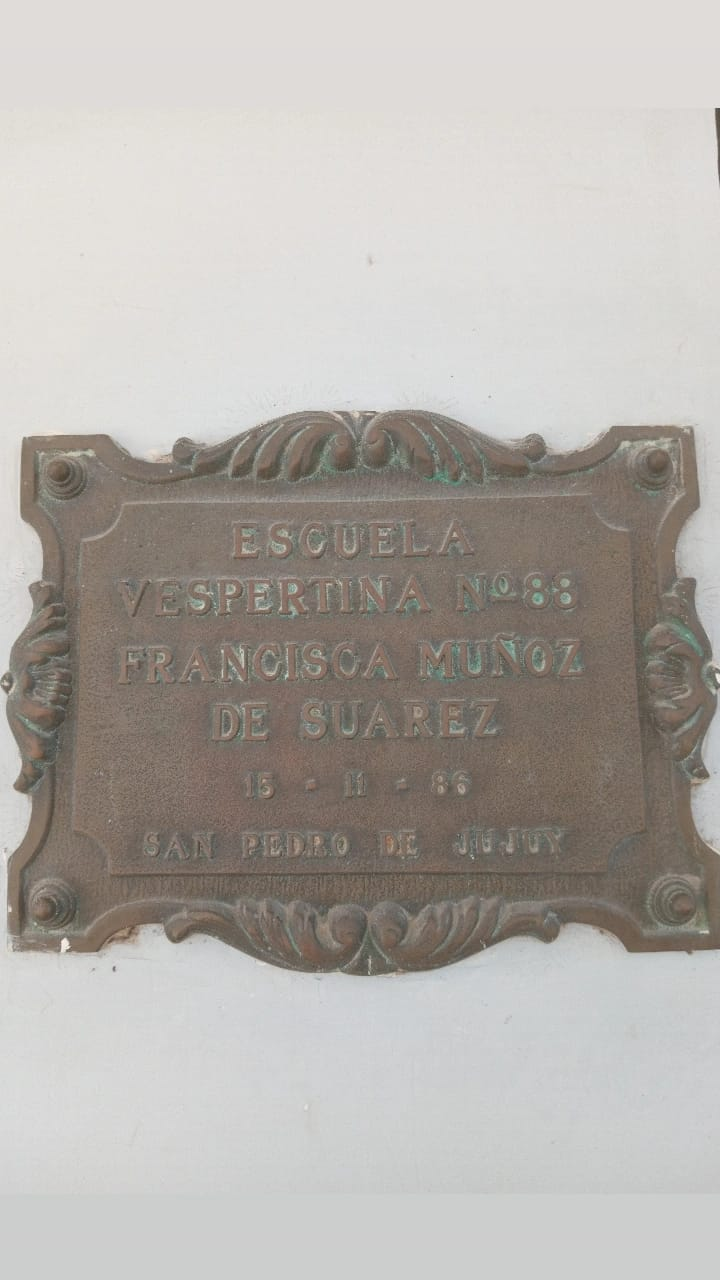
Placa de la Escuela.

Creada en los años 30 del siglo XX, no se conoce con exactitud la fecha de creación, ya que, empezó como escuela particular del maestro Ángel Bolia (contratado por el ingenio La Esperanza). 

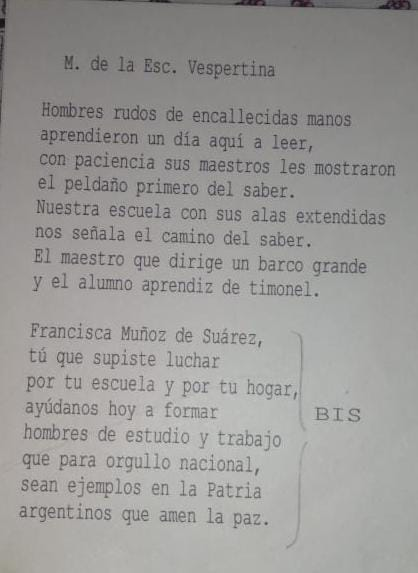
Marcha de la Escuela

Lo que si se tiene registro fue que a partir del 13 de marzo de 1939, el H. Consejo de Educación de Jujuy lo reconoce como escuela oficial y empieza a funcionar formalmente en las instalaciones de la Escuela Nº4 Esteban H. Leach de la localidad de la Esperanza con el fin de alfabetizar a la población adulta en especial a los obreros del mencionado ingenio. Nombrando directora y personal único a la Sra. Rosaura Infante de Fromn. 
Empezó teniendo una matricula de 27 alumnos hasta que en junio de 1939 llego a superar los 65 estudiantes inscriptos por lo que el H. Consejo de educación traslada a la mencionada escuela a la maestra Francisca Muñoz de Suarez. No se tiene registro de cuantos grados o divisiones funcionaban al principio, pero por el informe general de ese año se desprende que existía un primer grado para analfabetos, un segundo grado para los más adelantados y un tercer grado para aquellos que deseaban y estaban en condiciones de recibir mayor preparación. 
En la década de los 40, la matricula oscilo entre los 60 y 70 alumnos creándose en 1945 cuarto grado e incorporándose al plantel docente en 1947 a la Sra. Angela de la Mata de Cheli ( en remplazo de la Sra. Francisca Muñoz de Suarez debido a su jubilación) y se le asigna al establecimiento a un personal de servicio.
En 1953 llego a tener 130 inscriptos, por lo que se creó quinto grado y un año después sexto grado quedando completo el ciclo primario.
En el año 1969 producto de la crisis azucarera que vivió el sector se produjo importantes despidos a los obreros y posterior éxodo de personas, lo que provocó la disminución de 130 alumnos a solo 77 y el peligro de su cierre. Pero gracias a la lucha de los maestros y ex maestros para mantener la escuela y el censo que se realizó en el barrio de la providencia, donde, arrojo un elevado índice de analfabetismo. El H. Consejo de Educación resolvió trasladar a su actual ubicación en las instalaciones de la Escuela Primaria Nº58 "Provincia de Santiago del Estero" en San Pedro de Jujuy. Asignándole la denominación de "Escuela Vespertina Nº88. 
Entre la década de 1970 y 1980 la escuela llego a tener 208 alumnos inscriptos,15 divisiones de grados y 15 maestras. Por lo que a principio de 1986 debido a su extensión e importancia del establecimiento se peticiona al Honorable Consejo de Educación de Jujuy la imposición del nombre a la escuela como: "Francisca Muñoz de Suarez" en homenaje a una de las primeras maestras que tuvo la institución y su historia de activismo por los derechos educativos de los pueblos originarios. 

Así, cumpliendo con el pedido formal de la comunidad educativa, el H. Consejo a través de la resolución N.º 1327/86 establece como nombre oficial de la Escuela Vespertina Nº88 como "Francisca Muñoz de Suarez"  y se designa como padrino institucional a Don Pedro Suarez mediante la resolución N.º 1479/86. Realizándose el acto formal de imposición de nombre y padrinazgo el 29 de noviembre de 1986. A la vez que se entono, por primera vez en esa ocasión solemne, la marcha del establecimiento compuesta por 2 docentes: la maestra María Lina M. de Chara que escribe los versos y la profesora de música Sra. Hilda Abraham de Miranda que escribe la melodía. 

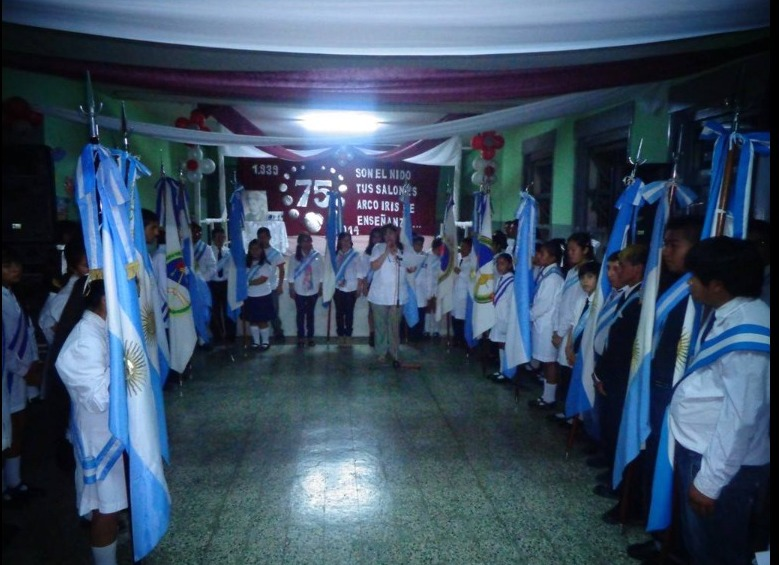
Aniversario N.º 75 de la Escuela Vespertina Nº88 F.M de Suarez

Conmemorando desde aquel día, cada 29 de noviembre, el cumpleaños de la escuela con motivo de ser el día de la instauración del nombre actual.

## Fallecimiento
Falleció a los 77 años el 5 de enero de 1971 de forma natural mientras descansaba en su residencia ubicada en Vicente López y Planes N.º 168 de la ciudad de San Pedro de Jujuy. Asistiendo a su funeral un importante número de personas de San Pedro, La Esperanza, lotes vecinos y miembros de las comunidades indígenas. Sus restos descansan en el Cementerio Cristo Rey de la Ciudad de San Pedro de Jujuy.

## Legado

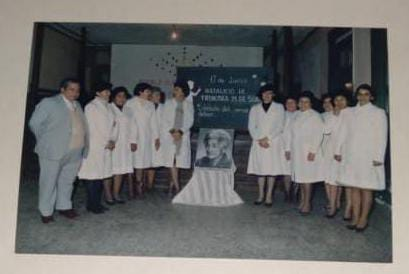
Maestras y personal de la Escuela Vespertina Nº88 en el Aniversario del Natalicio de F.M de Suarez.

### Homenajes
Debido a su importante trayectoria activista, el ejemplo de vida como madre y la dedicación que tuvo a la enseñanza de los pueblos es que cada 17 de junio se conmemora y recuerda su natalicio. 
Como así también, los días 29 de noviembre de cada año se la recuerda cuando se conmemora el aniversario de la Escuela Vespertina Nº88. 
Realizándose importantes actos educativos, lectura de poesía y la demostración de la cultura Ava - guaraní.

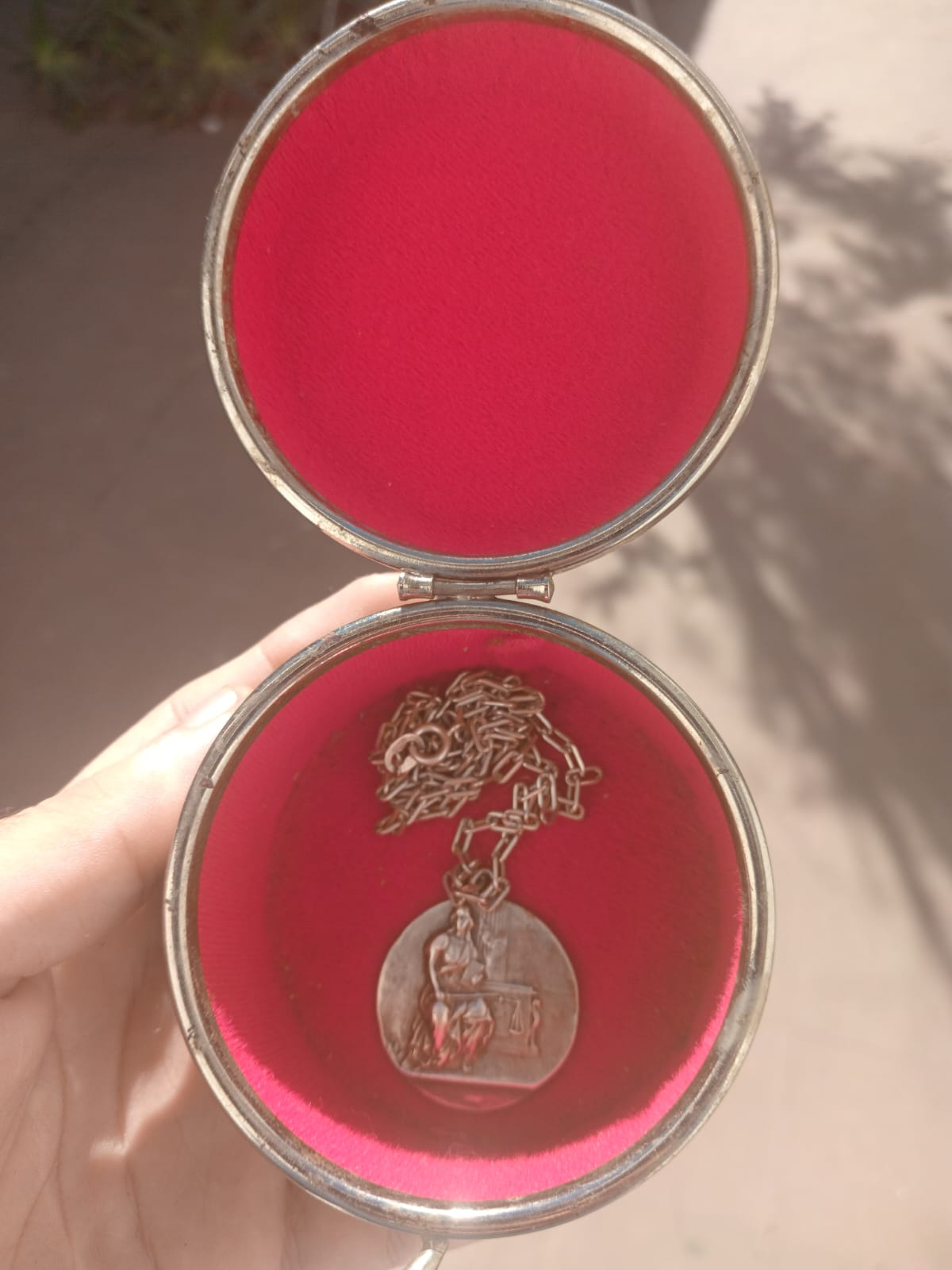
Medalla de reconocimiento como Maestra Virtuosa de Jujuy - Otorgado por el H. Consejo de Educación de la Provincia de Jujuy.

## Distinciones
Jujuy - Maestra Virtuosa - Honorable Consejo de Educación de la Provincia de Jujuy (11 de septiembre de 1953).